# Симфонічний оркестр Мілвокі

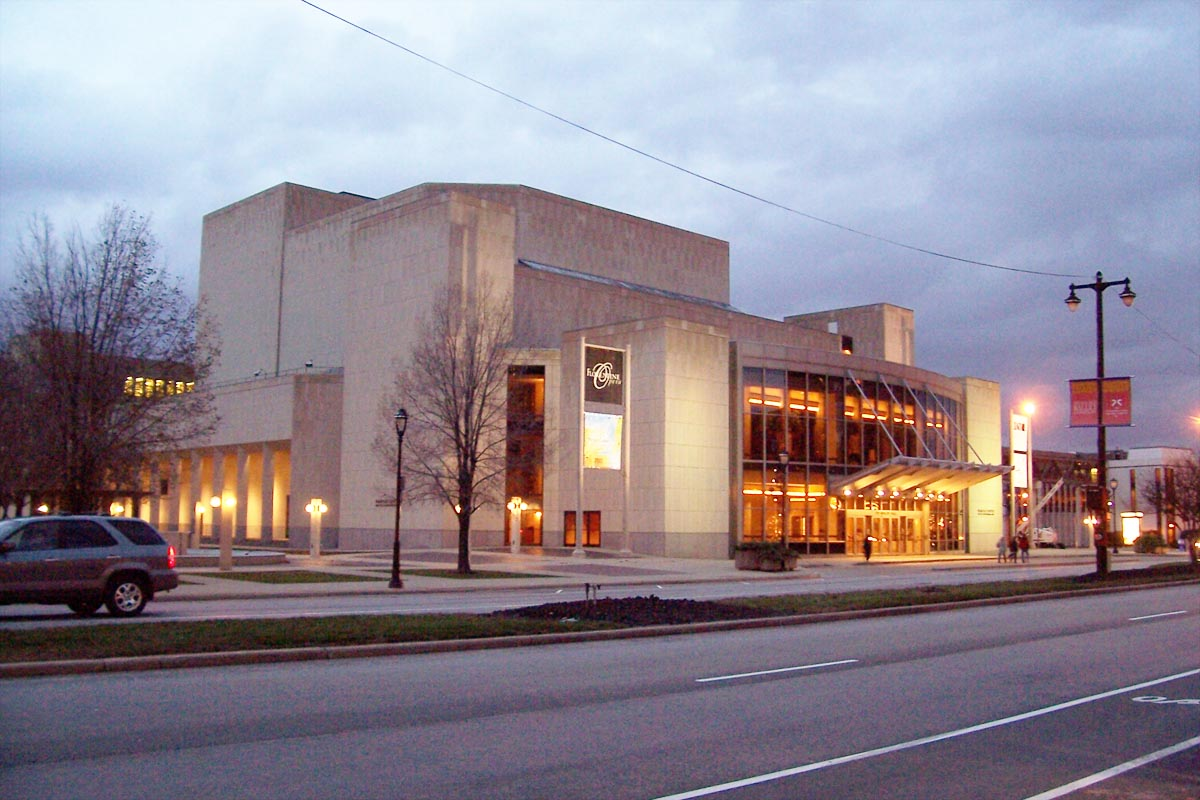
Marcus Center

Симфонічний оркестр Мілвокі (англ. Milwaukee Symphony Orchestra, скор. MSO) — оркестр у місті Мілвокі, штат Вісконсин.
Оркестр виступає переважно в Uihlein Hall в Центрі виконавських мистецтв Marcus Center. Також він є основним оркестром для постановок Флорентійської опери.

## Історія та діяльність
У 1949 році в Мілвокі був організований музичний колектив Milwaukee Pops Orchestra. У 1959 році оркестр офіційно змінив свою назву на Milwaukee Symphony Orchestra з Гаррі Джоном Брауном як його першим музичним керівником. Під час свого дев'ятирічного перебування на цій посаді Браун перетворив напівпрофесійну групу на повністю професійний симфонічний оркестр.
У період з 1968 до 1980 року, під час перебування на посаді другого музичного керівника оркестру Кеннета Шермерхорна, Симфонічний оркестр Мілвокі створив програму «State Tour», з якою концертував у Вісконсині, відвідавши такі міста, як Фіш-Крік Фонд-дю-Лак, Маринетт, Ріпон, Райнлендер, Вест-Бенд та інших, а також у Нейпервіллі, штат Іллінойс. Оркестр багато концертів провів для студентів; вперше виступив на сцені Карнегі-холу в Нью-Йорку. У 1976 році з ініціативи Шермерхорна був заснований Симфонічний хор Мілвокі, який спершу називався Wisconsin Conservatory Symphony Chorus). Наступний керівник — Лукас Фосс, помітно збільшив кількість виконання сучасної музики та американських композицій, здійснивши перший європейський тур оркестру у 1986 році.
Зденек Макаль був керівником оркестру з 1986 по 1995 рік. У цей період оркестр почав записувати музику на лейблі Koss Classics, а в 1990 заснував програму «Мистецтво в суспільній освіті». Під час керівництва симфонічним оркестром Андреасом Дельфсом (1997—2009 роки), оркестр виступав у 1999 році на Кубі. Колектив з Мілвокі був першим американським симфонічним оркестром, який витупав на Кубі після того, як США запровадили ембарго проти Куби у 1962 році. Едо де Ваарт став наступним керівником Симфоническим оркестром Мілвокі. По закінченні перебування на цій посаді де Ваарту було надано звання диригента-лауреата.
У травні 2018 року оркестром тимчасово, як запрошений диригент, керував Кен-Девід Мазур. У листопаді цього ж року Симфонічний оркестр Мілвокі оголосив про призначення Мазура своїм наступним музичним керівником, починаючи з сезону 2019/20 із контрактом на чотири сезони.
За час свого існування Симфонічний оркестр Мілвокі представив понад 100 світових та американських прем'єр творів таких композиторів, як Лукас Фосс, Філіп Гласс, Джеффрі Гордон, Марк Нейкруг Дарон Гаґен, Рой Гарріс, Еріх Корнгольд, Джанкарло Менотті, Маттіас Пінчер, Деніел Шнідер, Ян Сібеліус, Роберто Сьєрра, Гюнтер Шуллер, Вільям Шуман, Отторіно Респігі, Річард Роджерс та інших. Самими музикантами оркестру написано понад 22 композиції.
Оркестр випустив 14 записів на лейблах Koss Classics та Telarc. 16 вересня 2005 року Симфонічний оркестр Мілвокі став першим американським оркестром, який надавав свої записи на платній основі через iTunes та на своєму вебсайті.
Свої твори оркестр записує на компакт-дисках і репрезентує на радіостанції WFMT, яка є асоційованим членом Європейського мовного союзу.

## Керівники
- Гаррі Джон Браун (1959—1968)
- Кеннет Шермергорн[en] (1968—1980)
- Лукас Фосс (1981—1986)
- Зденек Мацал (1986—1995)
- Андреас Дельфс (1997—2009)
- Едо де Ваарт[en] (2009—2017)
- Кен-Девід Мазур[en] (з 2019 року)